# Sacamantecas

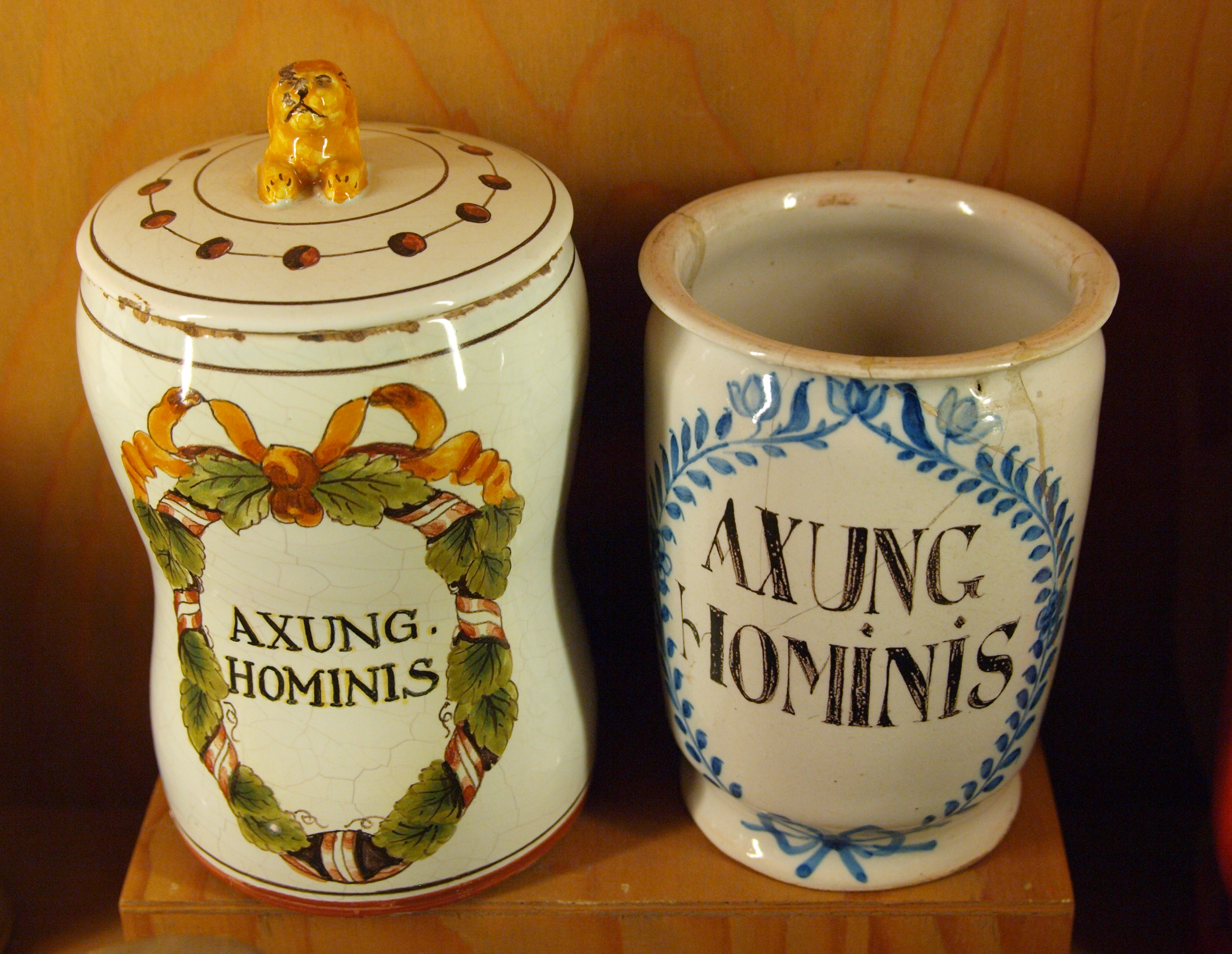
Contenidors apotecaris per a Axungia hominis (greix humà), segles XVII-XVIII.

Sacamantecas ("Extractor de greix" en castellà) o mantequero és el nom castellà per a una mena de papu o criminal que es caracteritza per assassinar per obtenir greix humà.

## Antropologia
Julian Pitt-Rivers informa en el seu estudi d'Alcalá de la Sierra la creença que els nens del poble podien ser raptats per un estrany, disfressat de captaire o de comerciant, que era contractat per un home ric que era malalt i que només es podia curar amb la sang d'infants sans. La pràctica de la donació de sang dona credibilitat al mite.
Gerald Brenan descriu al mantequero com un monstre de forma humana que viu a les àrees desèrtiques i s'alimenta de manteca (" greix humà"). Després de la captura, crida en un to alt i, llevat quan s'alimenta, es veu prim. Brenan va trobar el mite viu durant les seves estades a l'Alpujarra (Andalusia): el 1927 o 1928 havia subarrendat la seva llar Yegen a l'escriptor britànic Dick Strachey, nebot de Lytton Strachey. Un dia que Strachey passejava en terreny abrupte va veure tres homes sospitosos. Temerós que fossin bandolers va fugir, però els tres gitanos el van perseguir, van treure els seus ganivets i el cridaren mantequero. El primer impuls dels gitanos era matar el mantequero i utilitzar la seva sang per a remeis màgics. Nogensmenys, el gitano més vell, un convicte, jutjava més segur portar Strachey a l'alcalde.
Es van oferir a tallar-li el coll ells mateixos, però el britànic va afirmar en el seu rudimentari espanyol ser parent del rei Jordi V d'Anglaterra, i va convèncer l'alcalde que no estava tractant amb un monstre.
Un amic de Brenan va descobrir que a Torremolinos totes les noies creien en els mantequeros. En la versió urbana de la llegenda, un marquès vell i malvat necessitava la transfusió de sang d'un nadó per tal de rejovenir.

## Sacamantecas de debò

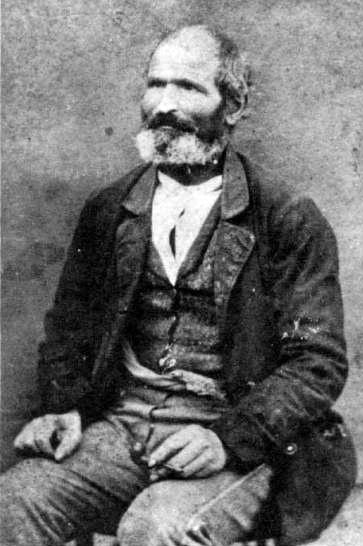
Juan Díaz de Garayo.

- Manuel Blanco Romasanta (1809-1863) fou el primer assassí en sèrie documentat a Espanya. Operava a Galícia. Amb el greix de les víctimes feia sabó per vendre. Durant el seu judici va al·legar que era atacat per licantropia.
- Juan Díaz de Garayo (1821-1881) fou un assassí en sèrie que operava pel nord d'Espanya. Va ser anomenat el Sacamantecas, nom que va arribar a ser utilitzat per espantar els nens que es portaven malament.[5]
- Brenan informà[1] que en 1910 fou trobada una família de gitanos de la Sierra de Gádor que robaven nens per beure's la seva sang calenta. Un curandero els havia dit que la sang podia curar la tuberculosi mantenir-los indefinidament amb vida. En el mateix any i la mateixa regió d'Espanya, Francisco Léona i Julio Tonto Hernández van segrestar i matar a un nen de set anys per utilitzar la seva sang i el greix per tractar la tuberculosi de Francisco Ortega, contractats per un granger ric.

## Creences similars

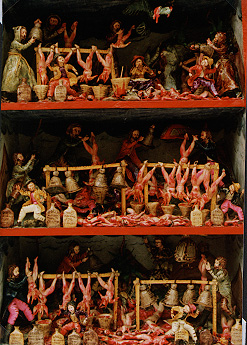
Pishtacos en l'era colonial (dalt), segle XX (mig) i ara (baix). Retablo ayacuchano

- La tradició peruana del pishtaco té moltes similituds i s'entén com a monstres o estrangers que recullen el greix humà de les seves víctimes.
- Les llegendes urbanes sobre el tràfic d'òrgans mostren temors similars en contextos moderns.
- En el folklore europeu els vampirs xuclen la sang dels humans.

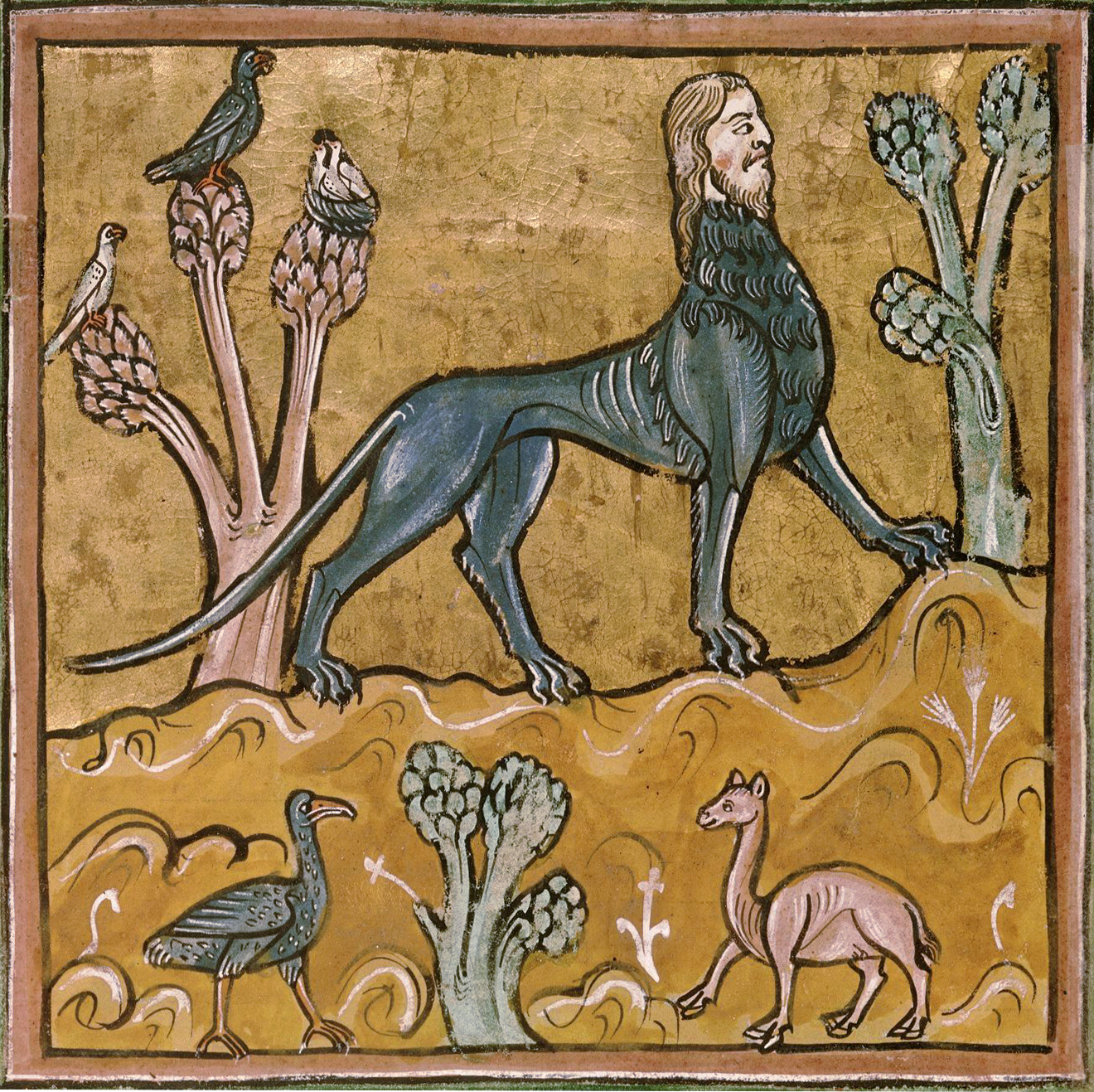
Una mantícora en un manuscrit el

- Brenan[1] troba una similitud entre el mantequero i la mantícora persa (una quimera devoradora d'homes citada per H. J. Tarry, Ctèsies de Cnidos Persica i a la Història Natural d'Aristòtil).
- Altres papus a la cultura hispànica són el coco, l'home del sac i el Tío del Saín (Múrcia).

## En la cultura popular
- Al llibre de Bernardo Atxaga Obabakoak s'inclou un capítol sobre el Sacamantecas, indicant que es creia que el greix de nadó feia que els ferrocarrils correguessin més ràpid
- El 2009 el curtmetratge espanyol Sacamantecas fou dirigit per Alejandro Ballesteros i Antonio Curado.